# Аткинс, Мартин
Ма́ртин А́ткинс (англ. Martin Atkins; род. 3 августа 1959, Нанитон) — британский барабанщик и сессионный музыкант, известный прежде всего работой в пост-панк и индастриал группах, таких как Public Image Ltd, Ministry, Pigface, Killing Joke и Nine Inch Nails.

## Карьера

### 1979—1981
Первой группой Аткинса стала группа Джона Лайдона Public Image Ltd. До этого Мартин дважды пытался присоединиться к группе. В октябре 1979 года после прослушивания в Таунхаус Студио группа немедленно записала с ним песню «Bad Baby», которая попала на альбом «Metal Box». Аткинс стал шестым барабанщиком PiL за 18 месяцев. Первый концерт Мартина с PiL произошёл в Париже, позже запись этого концерта была издана в качестве альбома «Paris au Printemps». Аткинс отыграл на всех концертах американского тура в 1980 году. Также он появился с группой на телевидении, на программах The John Peel Sessions, American Bandstand и The Old Grey Whistle Test.
В 1980 году Аткинс занялся своим проектом Brian Brain с Питом Джонсом (который также играл в PiL в 1982 и 1983 годах) на бас-гитаре и Бобби Сурдженером на гитаре. Сам Мартин выступал в качестве барабанщика и вокалиста. Brian Brain выпустили шесть синглов и один LP на лейбле Secret Records, а после выпускали альбомы на лейбле Аткинса — Plaid Records. У группы был весьма известный хит «They’ve Got Me In The Bottle», который занял 39 место в UK Indie Chart, и клубные хиты, такие как «Jive Jive» (1981) и «Funky Zoo» (1982).

### 1981—1985
В 1981 году Аткинс снова присоединился к PiL для записи альбома «The Flowers of Romance». Теперь он стал постоянным участником группы вплоть до 1985 года. В мае 1981 года PiL переехала из Лондона в Нью-Йорк, где осела в студии Парк Саут для записи нового альбома. В студии к группе присоединился бас-гитарист Пит Джонс. Помимо этого PiL отыграли ряд концертов в США и Канаде. В марте 1983 готовился выход нового сингла с песней «This Is Not A Love Song», но группа распалась. Сначала по неизвестным причинам PiL покинул Пит Джонс, а затем и Кит Левен, который оставил группу из-за разногласий с Лайдоном и Аткинсом. Левен уехал обратно в Лондон, забрав с собой все записи нового альбома. Аткинс и Лайдон обвинили его в краже записей, но Левин утверждал, что альбом — это его собственная работа. Альбом получил название «Commercial Zone» и вышел в США в 1984 году.
После этого Джон Лайдон и Мартин Аткинс наняли сессионных музыкантов, чтобы выполнить концертные обязательства, и продолжили выступать под названием PiL. Группа отыграла ряд туров, выпустив запись концерта в Японии как концертный альбом «Live In Tokyo». В 1984 году Лайдон и Аткинс вернулись в Лондон и приступили к записи нового альбома, который продюсировали сами. Они перезаписали пять песен с альбома «Commercial Zone», написали ещё три песни и выпустили альбом под названием «This Is What You Want… This Is What You Get», после этого снова отправившись в мировое турне. В июне 1985 года Мартин окончательно покинул PiL. Позже Аткинс утверждал, что песню «FFF» со следующего альбома Лайдон написал о его уходе из группы: «Farewell my fairweather friend…» (в переводе с англ. — «Прощай, мой ненадежный друг». Аткинс — вероятно, самый известный барабанщик PiL, и, возможно, самый лучший.

### 1985—2005
После PiL Мартин вернулся к своему проекту Brian Brain. Он начал записывать EP в студии Планет Саунд в Нью-Йорке. Альбом вышел в июле 1985 года на его собственном лейбле Plaid Records. Тогда же Аткинс принял решение оставить музыку и заняться строительным бизнесом в Нью-Йорке. Но в 1987 году он вернулся к музыке. С конца 1980-х до начала 2000-х Аткинс играл со многими группами, включая Nine Inch Nails (снялся в видео на песню «Head Like A Hole»), Ministry и Killing Joke.
Аткинс сформировал свою индастриал группу Pigface во время турне с Ministry в 1989—1990 годах. В 1992 году он играл в группе Murder, Inc. с Джорди Уокером, Полом Рэйвеном и Крисом Коннелли. Также в это время он сотрудничал с Revolting Cocks и был приглашен Крисом Вренной в Nine Inch Nails, чтобы сыграть в песнях «Wish» и «Gave Up» из EP «Broken».
В промежутках между записью альбомов и турами с Pigface Мартин присоединился к группе своего бывшего коллеги по PiL Джа Уоббла The Damage Manual. Группа выпустила EP и отправилась в летний тур по Великобритании в 2000 году.
Позже Аткинс продюсировал один из альбомов канадской индустриальной группы Skinny Puppy и сыграл на нём. Также участвовал в сайд-проекте участника Skinny Puppy Нивека Огре Rx, выпустив с ним альбом «Bedside Toxicology».

## 2006 и настоящее время
В октябре 2006 года Мартин посетил Пекин, чтобы исследовать китайскую музыкальную сцену. Во время своего визита он подписал ряд музыкантов на свой лейбл Invisible Records. Также он создал вместе с китайскими музыкантами проект Martin Atkins China Dub Soundsystem, который выпустил в 2007 году альбом «Made In China».
Аткинс преподавал в Колумбийском колледже в Чикаго, где вёл курс «Гастрольный бизнес». Он активно читает лекции в Университете Южной Калифорнии, в школе Миди в Пекине и в колледже «Lebanon Valley» в Пенсильвании, преподает в медиа-институте Мэдисон в штате Висконсин и ведёт семинары в различных музыкальных школах Лондона. Кроме того, Аткинс — почётный член правления некоммерческой организации Rock For Kids, расположенной в Чикаго и занимающейся обучением детей.
В октябре 2007 года Мартин выпустил книгу о гастрольном бизнесе — «Tour:Smart And Break The Band».

## Дискография
- Metal Box — Public Image Ltd. (1979)
- Paris au Printemps — Public Image Ltd. (1980)
- Unexpected Noises — Brian Brain (1980)
- The Legend Lives On… Jah Wobble In «Betrayal» — Jah Wobble (1980)
- The Flowers of Romance — Public Image Ltd. (1981)
- Commercial Zone — Public Image Ltd. (1983)
- Live In Tokyo — Public Image Ltd. (1983)
- This Is What You Want… This Is What You Get — Public Image Ltd. (1984)
- Fun With Music! — Brian Brain (1985)
- Time Flies When You’re Having Toast — Brian Brain (1987)
- Extremities, Dirt & Various Repressed Emotions — Killing Joke (1990)
- Gub — Pigface (1991)
- Fook — Pigface (1992)
- Broken — Nine Inch Nails (1992)
- Murder Inc. — Murder Inc. (1992)
- Notes From Thee Underground — Pigface (1994)
- The Process — Skinny Puppy (1996)
- A New High in Low — Pigface (1997)
- The Damage Manual — The Damage Manual (2000)
- Easy Listening… — Pigface (2003)
- Limited Edition — The Damage Manual (2005)
- Made In China — Martin Atkins China Dub Soundsystem (2007)
- 6 — Pigface (2009)